# Lee Scott
Harold Lee Scott, Jr. fue presidente y director ejecutivo de Wal-Mart desde enero de 2000 hasta enero de 2009. Scott trabajó para Wal-Mart en diferentes puestos desde su ingreso en 1979. Bajo su liderazgo, Wal-Mart mantuvo su posición como la más grande tienda minorista en el mundo basado en su rentabilidad.
Scott es graduado en Administración de la Universidad Estatal de Pittsburg en Kansas. Está casado con Linda G. Scott y tiene dos hijos.
Scott fue incluido por la revista Time en la lista de las 100 personas más influyentes en los años 2004 y 2005.

## Carrera en Wal-Mart
Lee Scott ingresó en Wal-Mart en 1979 como Asistente del Director de transportes, para luego asumir la posición de Director de Transportes, Vicepresidente de Transporte, Vicepresidente de Distribución y Vicepresidente Senior de Logística. En 1993, Scott fue promovido a Vicepresidente Ejecutivo de Logística, siendo un pilar en el desarrollo de la red de distribución de la compañía, la cual está catalogada como la más avanzada y eficiente sistema a nivel mundial.
En 1998, Lee Scott fue nombrado Presidente y CEO de la división de tiendas de Wal-Mart, para un año más tarde, ser nombrado Presidente y CEO de Wal-Mart.

## Críticas
Scott fue muy criticado por su relación comercial con China debido a las políticas laborales que maneja, argumentando que dicha relación resultó en pérdidas de plazas laborales en los Estados Unidos. A estas críticas Scott afirmó que muchas compañías tienen relaciones con China y es por la falta de innovación de las empresas productoras americanas.
Por otra parte, se le criticaba a Wal-Mart por la implantación de políticas injustas en el manejo del personal, en detrimento de los ingresos de los empleados. Scott rebatía esta posición, afirmando que Wal-Mart pagaba más que otras tiendas minoristas, al igual que la gran mayoría de sus empleados contaba con beneficios de salud a diferencia de otras compañías del ramo.